# Heathured
Heathured († zwischen 798 und 800) war Bischof von Worcester. Er wurde 781 zum Bischof geweiht und trat sein Amt im gleichen Jahr an. Er starb zwischen 798 und 800.